# São Mamede de Negrelos
A Freguesia de São Mamede de Negrelos, ou de Negrelos (São Mamede), foi uma freguesia portuguesa do Município de Santo Tirso, que tinha 4,77 km² de área e 2 145 habitantes (2011), e, por isso, uma densidade populacional de 449,7 h/km².
A Freguesia de São Mamede de Negrelos foi extinta (agregada) em 2013, no âmbito de uma reforma administrativa nacional, tendo sido agregada às Freguesias de Campo (São Martinho) e de São Salvador do Campo, para formar uma nova freguesia denominada União das Freguesias de Campo (São Martinho), São Salvador do Campo e Negrelos (São Mamede), posteriormente redenominada Vila Nova do Campo.

## População
| População da freguesia de Negrelos (São Mamede) | População da freguesia de Negrelos (São Mamede) | População da freguesia de Negrelos (São Mamede) | População da freguesia de Negrelos (São Mamede) | População da freguesia de Negrelos (São Mamede) | População da freguesia de Negrelos (São Mamede) | População da freguesia de Negrelos (São Mamede) | População da freguesia de Negrelos (São Mamede) | População da freguesia de Negrelos (São Mamede) | População da freguesia de Negrelos (São Mamede) | População da freguesia de Negrelos (São Mamede) | População da freguesia de Negrelos (São Mamede) | População da freguesia de Negrelos (São Mamede) | População da freguesia de Negrelos (São Mamede) | População da freguesia de Negrelos (São Mamede) |
| ----------------------------------------------- | ----------------------------------------------- | ----------------------------------------------- | ----------------------------------------------- | ----------------------------------------------- | ----------------------------------------------- | ----------------------------------------------- | ----------------------------------------------- | ----------------------------------------------- | ----------------------------------------------- | ----------------------------------------------- | ----------------------------------------------- | ----------------------------------------------- | ----------------------------------------------- | ----------------------------------------------- |
| 1864                                            | 1878                                            | 1890                                            | 1900                                            | 1911                                            | 1920                                            | 1930                                            | 1940                                            | 1950                                            | 1960                                            | 1970                                            | 1981                                            | 1991                                            | 2001                                            | 2011                                            |
| 617                                             | 612                                             | 662                                             | 693                                             | 720                                             | 672                                             | 718                                             | 933                                             | 1 194                                           | 1 489                                           | 1 578                                           | 1 953                                           | 1 981                                           | 2 288                                           | 2 145                                           |

No censo de 1940 figura como S. Mamede de Negrelos
| Distribuição da População por Grupos Etários | Distribuição da População por Grupos Etários | Distribuição da População por Grupos Etários | Distribuição da População por Grupos Etários | Distribuição da População por Grupos Etários | Distribuição da População por Grupos Etários | Distribuição da População por Grupos Etários | Distribuição da População por Grupos Etários | Distribuição da População por Grupos Etários | Distribuição da População por Grupos Etários |
| -------------------------------------------- | -------------------------------------------- | -------------------------------------------- | -------------------------------------------- | -------------------------------------------- | -------------------------------------------- | -------------------------------------------- | -------------------------------------------- | -------------------------------------------- | -------------------------------------------- |
| Ano                                          | 0-14 Anos                                    | 15-24 Anos                                   | 25-64 Anos                                   | > 65 Anos                                    |                                              | 0-14 Anos                                    | 15-24 Anos                                   | 25-64 Anos                                   | > 65 Anos                                    |
| 2001                                         | 495                                          | 328                                          | 1 236                                        | 229                                          |                                              | 21,6%                                        | 14,3%                                        | 54,0%                                        | 10,0%                                        |
| 2011                                         | 316                                          | 314                                          | 1 233                                        | 282                                          |                                              | 14,7%                                        | 14,6%                                        | 57,5%                                        | 13,1%                                        |

Média do País no censo de 2001:  0/14 Anos-16,0%; 15/24 Anos-14,3%; 25/64 Anos-53,4%; 65 e mais Anos-16,4%
Média do País no censo de 2011:   0/14 Anos-14,9%; 15/24 Anos-10,9%; 25/64 Anos-55,2%; 65 e mais Anos-19,0%

## História
Longa foi a história de São Mamede de Negrelos até integrar o concelho de Santo Tirso, em 1955. As primeiras referências à localidade datam do século XIII. Em 1220, nas inquirições do Reinado de D. Afonso II, a região era designada por Santo Mamede de Couto de Roriz. Mais tarde, em 1258 passou a ser conhecida como São Mamede da Várzea e integrava o concelho de Refojos de Riba d'Ave. Em 1834 passou a ser a sede do Couto de Negrelos e apenas dois anos depois foi absorvida pelo concelho de São Tomé de Negrelos. Só em 1955 é que a freguesia passara para a jurisdição do concelho (atual município) de Santo Tirso.
Foi vila e sede de concelho até ao início do século XIX, quando foi integrada no concelho de São Tomé de Negrelos. Este era constituído apenas pela freguesia da sede e tinha, em 1801, 528 habitantes.

## Economia
A agricultura conhece actualmente em São Mamede de Negrelos uma nova vaga de desenvolvimento. Cada vez mais os produtores investem em estufas para aumentar a qualidade dos seus produtos e para um melhor escoamento dos mesmos. A indústria ainda tem uma pequena expressão na localidade. As que existem laboram na área da confecção e são pequenas dimensões.

## Cultura
Neste capítulo, o destaque vai para a realização do Festival de Folclore levado a cabo pelo Rancho Folclórico de São Mamede de Negrelos, anual, no primeiro sábado de Julho. A promover a cultura local, a junta de Freguesia que promove diversos eventos ao longo do ano, como o 25 de Abril e a Festa da Juventude. É de salientar ainda o parque activo no verão, com uma série actividades (cessões de cinema ao ar livre, desporto, festa da espuma, Karaokê...), tudo com entrada livre e aberto a todo o público.

## Desporto
A Associação Recreativa Cultural e Desportiva "A Negrelense" e a União Desportiva de São Mamede são as instituições que promovem e incentivam a comunidade local à prática do desporto. No primeiro caso, a modalidade de eleição é o karatê, enquanto que o segundo é o futebol masculino e feminino. No que diz respeito a infra-estruturas, existe um campo de futebol e um ringue no Parque do Olival.